# Napomyza elegans
Napomyza elegans är en tvåvingeart som beskrevs av Johann Wilhelm Meigen 1830. Napomyza elegans ingår i släktet Napomyza och familjen minerarflugor.
Artens utbredningsområde är Tyskland. Arten är reproducerande i Sverige. Inga underarter finns listade i Catalogue of Life.